# Parque nacional Stokes
El Parque nacional Stokes es un parque nacional en Australia Occidental, ubicado a 538 km al este de Perth.

## Datos
- Área: 97 km²;
- Coordenadas: 33°49′22″S 121°08′05″E / -33.82278, 121.13472
- Fecha de Creación: 1976
- Administración: Departamento de Conservación y tierras de Australia Occidental
- Categoría IUCN: II

Véase también:
- Zonas protegidas de Australia Occidental

- Datos: Q958322
- Multimedia: Stokes National Park / Q958322